# شبکه نهال
شبکه نهال یکی از کانال‌های شبکه کودک تلویزیون دولتی کشور ایران است که در سازمان صدا و سیمای جمهوری اسلامی ایران مدیریت می‌شود.

## تاریخچه
شبکهٔ نهال در ۲۰ اردیبهشت ۱۳۹۴ آغاز به‌کار کرد. طی مراسمی با حضور محمد سرافراز رئیس وقت سازمان صدا و سیما، علی‌اصغر پورمحمدی معاون سیما، محمد سرشار مدیر شبکه کودک و نوجوان، تهیه‌کنندگان، مجریان و برنامه‌سازان این شبکه، از هویت بصری کانال نهال رونمایی شد و پخش اصلی کانال نهال از سی فروردین ۱۳۹۵ آغاز شد.
برنامه‌های ویژه کودکان ۶ تا ۱۲ سال، در قالب شبکهٔ نهال هر روز از ساعت ۱۴ آغاز و در ساعت ۲۲ به پایان می‌رسد. در ۱۱ بهمن ۱۳۹۴، پخش تصویر این کانال از ابعاد ۴:۳ به ۱۶:۹ ارتقا یافت.
برنامه‌های این کانال، به‌طور میانگین ۱۲ دقیقه‌ای هستند.

## سیاست‌های برنامه‌سازی
براساس سیاست‌های اعلام شده از سوی شبکه کودک، ۶۰ درصد برنامه‌های کانال نهال، انیمیشن و ۴۰ درصد آن، لایواکشن (Live Action) است. همچنین ۵۰ درصد برنامه‌ها، ساخت ایران و نیمی دیگر از آن ساخت کشورهای دیگر است.
برنامه‌های این کانال، به‌طور میانگین ۱۲ دقیقه‌ای هستند.

## کانال کودکان
برنامه‌های ویژه خردسالان، در قالب کانال پویا هر روز از ساعت ۰۸:۰۰ صبح آغاز و در ساعت ۱۴:۰۰ به پایان می‌رسد و بعد از آن پخش برنامه‌های کانال نهال آغاز می‌شود و از ساعت ۱۴ آغاز و در ساعت ۲۲ به پایان می‌رسد.

## مدیریت
نخستین مدیر شبکه نهال، حسین ساری بود. در ۲۵ آذر ۱۳۹۳، علی بخشی‌زاده از مدیریت شبکه دو برکنار و به‌عنوان مدیر شبکه نهال منصوب شد. علی‌اصغر پورمحمدی معاون سیمای رسانه ملی در تاریخ ۲۰ اردیبهشت سال ۱۳۹۴ طی حکمی محمد سرشار را به‌سمت ریاست شبکه کودک و نوجوان سیما منصوب کرد و کانال نهال زیرمجموعه این شبکه قرار گرفت. دوره مدیریت محمد سرشار در اسفند ماه سال ۱۴۰۰ پایان یافت.
در تاریخ ۱۸ تیر ۱۴۰۱ محسن برمهانی معاونت سیما در حکمی محمدصادق باطنی را به عنوان سرپرست شبکه کودک منصوب کرد.